# 詹盧卡·桑彼得羅
詹盧卡·桑彼得羅（義大利語：Gianluca Sampietro；1993年3月15日—）是一位意大利足球運動員。在場上的位置是中場。他現在效力於意大利足球甲級聯賽球隊桑普多利亞足球俱樂部。